# 施特辛
施特辛是奥地利下奥地利州圣帕尔滕兰县的一个市镇。总面积27.47平方公里，总人口792人，人口密度28.8人/平方公里（2005年）。